# Darrylia
Darrylia là một chi ốc biển, là động vật thân mềm chân bụng sống ở biển trong họ Turridae.

## Các loài
Các loài thuộc chi Darrylia bao gồm:
- Darrylia harryleei García, 2008[3]